# استارا رکا
استارا رکا (به لاتین: Stara Reka Reserve) یک ذخیره‌گاه طبیعی در بلغارستان است که در Municipality of Karlovo, Plovdiv Province, Bulgaria واقع شده‌است.